# Festival de Tierra Amarilla 2015
 (mai 2023).
Le Festival de Tierra Amarilla 2015 est la 2e édition annuelle du Festival de Tierra Amarilla.

## Développement

### 1renuit
- Date: 16 janvier 2015
- Presentateurs: Antonella Ríos et Juan Andrés Salfate

Artistes
- Douglas
- Marisela
- Payahop (humoristes)
- Los Kuatreros del Sur

### 2enuit
- Date: 17 janvier 2015
- Présentateurs: Julia Vial et Leo Caprile

Artistes
- Los Jaivas
- Álex Ubago
- Los Locos del Humor (humoristes)
- La Noche

### Sources
- (es) Cet article est partiellement ou en totalité issu de l’article de Wikipédia en espagnol intitulé « II Festival de Tierra Amarilla » (voir la liste des auteurs).